# Культура в Приштине
Приштина — столица Косова и центра культурного и художественного развития албанцев, проживающих на территории Косова. Одним из сегментов по делам культуры является департамент, который организует культурные мероприятия, благодаря которым Приштина стала одним из городов с наиболее отличительными культурными и художественными традициями.

### Библиотека «Hivzi Sylejmani»
Основанная в 1940 году, является одной из крупнейших библиотек в отношении количества книг в своем инвентаре, которое составляет почти 100 тысяч. Все эти книги предоставляются для чтения зарегистрированных читателей библиотеки. Официально библиотеку основали 12 июня 1963 года с названием «Общественная библиотека — Миладина Поповича», которое позже было изменено на «Народная библиотека — Миладина Поповича». С 1993 по 1999 годы название Миладина Поповича было изменено но «Городская библиотека». В конце войны название вновь было изменено на «Муниципальная библиотека — Hivzi Sulejmani». В январе 2014 года посольство Соединенных Штатов Америки в Приштине пожертвовало в фонд 2000 книг на английском языке в Муниципалитет Приштинской библиотеки.

### Национальная библиотека Косова
Была создана в 1944 году и находится в кампусе Университета Приштины. Также является самым высоким в своем роде учреждением в Косове. Ежегодно более 40000 экземпляров добавляется в библиотеку. В наличии библиотеки имеются: Европейская библиотека, Библиотека НАТО, Библиотека современного искусства, библиотека музыкального искусства и т. д.

### Книжная ярмарка
- В Приштине организовывалось только одна книжная ярмарка ежегодно. До 2013 года было организовано 15 ярмарок, в 2014 году 3 июля было 16 открытие, которое было открыто до 9 июня.
- В 2010 году на 12-й ежегодной книжной ярмарке, насчитывалось около 100 издательств, в основном на албанском языке и там было около 1500 новых книг, которые продвигаются в первый раз.
- В 2011 году было меньше издателей и книжных презентаций. Около 80 издательств присутствовали на книжной ярмарке и около 1000 книги были представлены впервые.
- В 2012 году схожее количество издателей, но большее число новых книг промоакций, около 1600. Основным фактором большого количества книг промоакций была 100-я годовщина независимости Албании.
- В 2013 году было довольно большое количество издателей и книжных акций. Около 100 издательств с более чем 1300 новыми изданиями. Кроме того, это было самое большое количество посетителей около 30.000 посетителей.

## Театр

### Национальный театр Косова
Национальный театр Косова был основан в октябре 1946 г. в Призрене. Сначала он был назван Региональным Популистский театром, а позже — Провинциальный Популистский театр. В 1999 году уже был окончательно переименован на Национальный театр Косова. Это был первый профессиональный театральный институт в Косове после Второй Мировой Войны. Через несколько месяцев после своего основания театр был переведён в Приштину. Первые спектакли театра были созданы в основном самодеятельными артистами и талантливыми и увлечёнными идеалистами, которым помогали профессиональные артисты из других театров бывшей Югославии. В 1960-х годах ансамбль театра постепенно обогащался профессиональными кадрами.
До 1989 года в стране насчитывалось более 400 премьер с более чем 10000 повторов были показаны в театре, который посещали более 3,2 млн зрителей. Репертуар этого театра был построен на многих национальных, международных и Югославских драматических сценариях. Эти театральные постановки, которые были представлены на различных фестивалях национального и международного характера в бывшей Югославии, были высоко оценены критиками того времени и были удостоены различных художественных премий. В 1967 году спектакль «Erveheja» режиссёра Мухаррем Кена был удостоен премии за лучшую драму на югославском драматическом фестивале «Pozorje Sterijino». Помимо выступлений на албанском языке, также были выступления на сербском языке, особенно после 1981 года, когда театр работал под тяжёлым политическим давлением со стороны коммунистического режима Югославии. В 1990 году строгий режим Слободана Милошевича поставил театр под жестокой администрации, изгнав албанских артистов из театра, и поставив его под свой тоталитарный контроль. Напротив этого в тот период при помощи художественной группы были созданы многие школьные дома, которые уже были частью этого профессионального
театрального ансамбля. После войны в 1999 году, были проведены многочисленные национальные и международные представления в театре. Театр носит национальный характер и он финансируется Министерством культуры, молодёжи и спорта Косова.

### Додона
Театр «Додона» был основан 12 ноября 1986 года и утверждён муниципалитетом Приштина. Рабий Баирами и Амри Исмаил предали большое значение в основании данного театра. Первая премьера была 16 мая 1987 года. С 1992 года, кроме спектаклей для детей, в театре начали играть и для более старшей аудитории. С первого дня даже доныне, 34 пьес для детей, были привлечены к сцене и более 70-и премьер для взрослых. В 1994 году, сербские полицейские попытались остановить работу театра, но сотрудники «Додона» не прекратил работу. «Додона» был удостоен многочисленных национальных и международных наград таких, как: «Европейский фестиваль кукольных театров» в Поградец, «Албанский фестиваль театров» в Дебар, «Албанские дни культуры» в Париже, «Дни кукольных театров» в городе Мистельбах, Австрия, и др.

### Ода
Независимый театр «Ода» был основан в конце 2002 года с инициативой актёра Лирах Черай и режиссёром Флоран Мехмети. 1 марта 2003 года был показан первый спектакль театра «Монологи вагины». В этот день также отмечается день рождения театра «Ода». «Ода» — это единственный независимый театр Республики Косово, который имеет свою собственную площадь. Помимо местных постановок, также были произведения зарубежных авторов из Европы и США. Театр является частью современного театрального сообщества в Европе, Неофициального Европейского театрального совещания, а также членом Балкан-Экспресс, который входит в сеть театров в регионе Балкан. Помимо театральных постановок, театр организовал и провёл различные концерты, кинопоказы, акции, дебаты и др. Здание театра также используется для различных ТВ-Шоу, ситкомов, музыкальных видеоклипов и фильмов. До сих пор театр «Ода» представил более 200 художественных мероприятий в год с 50000 посетителями.

## Музыка

### Филармонический оркестр
Филармонический оркестр был основан в 2000 году в составе 120 музыкантов, включая солистов и профессиональные инструменталисты классической музыки. Оркестр организует около 25 концертов за год. Его члены очень активны в национальных фестивалях и за ее пределами, либо по отдельности, либо в других художественных музыкальных составе. В последний раз они выступали в Японии.

### Опера
Первая опера была косовского композитора " Goca e Kaçanikut " (Девушка из Качаника). Она была написана в конце 1970 года в двух действиях Рауфа Дхоми, с либретто в Италии Юсуфом Бухови и Аджмане Дхоми, основанный на романе албанского писателя Милтона С. Она была написана для шести солистов, хора и оркестра. Эта опера была проведена в Призрене албанскими солистов, оркестра радио и телевидения Приштины.
Первый косовский балет «Sokoli e Mirusha» был написана в 1976 году. В 2002 году не было ни одной полной постановки оперы в Косове. Тем не менее, были оркестровые выступления пьес из опер, первоначально хором культурного и художественного общества «Agimi» в Призрене в 1952 году.
В 2004 году опера Коскова была основа Министерством культуры Косова.

## Искусство

### Художественная галерея
Национальная художественная галерея была основана в 1979 году как культурный институт представляющий изобразительное искусство, а также сбор и хранение ценных произведений. Более 500 выставок были организованы этим институтом. В галерее также призываются молодые художники, организуются выставки, показывающие деятельность этих молодых художников. Национальная художественная галерея находится в кампусе Университета Приштина после Национальной и библиотеки Университета Косова.

### Выставки
Художественная галерея Косова организовала более 500 выставок, когда она была основана. Количество посетителей варьируется от нескольких сотен до нескольких тысяч. Выставки с наибольшим числом посетителей:
- Галерея искусств Косова (Тито, Слово, Мысль и работа). Эта выставка была организована в 1981 году, а её посетили 38000 посетителей.
- Художественная галерея Коллекция Косова. Это была первая выставка, организованная в Косове картинной галерее. Ее посетили около 19000 посетителей.
- Ретроспективный Одхис Паскали (Odhise Paskali). Одхис Паскали, известный Албанский скульптор. Привлек свою выставку, в галерею которую посетили 14045 посетителей в 1981 году.
- Персональная выставка Небих Мурики (Nebih Muriqi). Была проведенна в 1984 году, её посетило более 12000 посетителей.

## Танцы

### Национальных ансамбль песен и танцев — «Шота»
Национальный ансамбль песни и танца «Шота» был создан в 1948 году как один из первых художественных и культурных учреждений в Косове. В течение пятнадцати лет этот ансамбль работает как общество, а затем в качестве полупрофессионального ансамбля. В то время как в марте 1964 года по решению Ассамблеи Косова, «Шота» получил статус профессионального ансамбля. За последние пятьдесят лет, ансамбль «Шота» играет решающую роль в сохранении, культивирования и развития албанских песен и танцев.

### Балет
Первая труппа балета Косова была сформирована в 1972 году, балерины получали образование в средней школе балета в Скопье, под руководством режиссёра Татьяны Петковской. Двадцать пять танцоров из Косова окончил школу — 19 мужчин и 6 женщин, после успешного завершения обучения, большинство танцоров вернулась в Приштину. Косовский Балет был создан в Национальном театре Косова.
Балет провел много успешных шоу, как современных, так и классических. После того, как балет восстановился, труппа работала в тесном контакте с албанским хореографом Джордж Превази (Gjergj Prevazi). Вместе они сумели организовать современные танцевальные произведения, такие как «Переход II», «Я не слышу гонга?», «Контраст» и «Представление».

## Кино
Кинематография в Косове на албанском языке начал свою деятельность после создания косовского кино, которое выпустило короткие и документальные фильмы, мультфильмы, а позже и художественные фильмы. Центр кинематографии Косова является фондом публичного кино и центрального органа кинематографии. Его цель состоит в достижении целей в интересах общества по вопросам кинематографии. Он стал членом общеевропейской организации — Европейского Продвижения Фильма. Это решение было принято на Генеральной ассамблее этой организации и было объявлено в 2012 году, что Косово стало 33-м членом этой организации сети.
Приштина имеет два кинотеатра, Кино ABC и Кино ABC 1. Кино ABC было открыто в 2000 году и располагалось в центре Приштины. Кино ABC начал показывать фильмы в 3D-технологии в 2013 году. Кино ABC 1 начал свою деятельность с 2010 году до 2012 года. Каждый год в Кино ABC в течение недели показывают фильмы из зарубежных стран.

## Музеи

### Национальный музей
В Национальном музее Косова имеется коллекция, состоящая из более 50 тысяч экспонатов различных профилей, от археологии, техники, истории, природы, этнокультурного, фольклора, наследия и т. д. Все, что показывает история Косова в разное время, от эпохи неолита до сегодняшнего дня, независимость Косова.
Музей работает с 1949 года, однако, здание музея было построено в 1889 году и оно было разработано в соответствии с австро-венгерским стилем строительства и его реальной целью было установление высокого военного командования того времени.
Музей работает над возвращением 1200 объектов таких как артефакты, которые имеют важное значение для Косовского культурного наследия.

### Этнографический музей
Этнологический музей «Emin Gjiku» является неотъемлемой частью Национального музея Косова в Приштине. Он расположен в старом жилом комплексе, состоит из четырех зданий: два из которых датируются 18-м веке, а два других с 19-м веке. В 2006 году постоянная этнологическая выставка Национального музея Косова была
установлена в этом же жилом комплексе.
Концепция Этнографического музея базируется на 4-х темах, которые представляют жизненный цикл, начиная с рождения, в период жизни, смерти и духовного наследия. Каменный дом также является частью музея, который был переведен из старой части города Приштине в 1950-х годах в этом же жилом комплексе. Сегодня он служит в качестве центра современного искусства.